# Su-Anasy Corona
La Su-Anasy Corona è una struttura geologica della superficie di Venere.